# 山田銀行 (三重県)

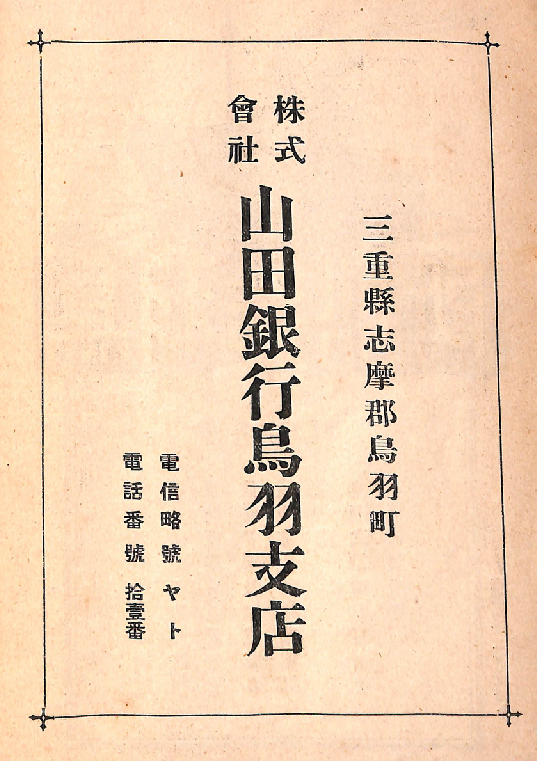
1911年（明治44年）に発行された『鳥羽誌』掲載の山田銀行鳥羽支店の広告。

山田銀行（やまだぎんこう）は、三重県宇治山田町（現伊勢市）に設立された明治期から大正期の銀行で、現在の三重銀行の前身の一つ。
参宮鉄道（現JR参宮線）などを開業した、伊勢の実業家である太田小三郎らによって1894年（明治27年）に設立。その後近隣の銀行を合併するも、1919年（大正8年）四日市銀行（現・三十三銀行）に合併され歴史の幕を閉じた。

## 沿革
- 1894年（明治27年）5月10日：設立。
- 1900年（明治33年）6月28日：山田商業銀行を合併。
- 1909年（明治42年）12月1日：三重銀行（2021年4月30日まで存在した別の三重銀行とは関係ない）を合併。
- 1919年（大正8年）3月10日：四日市銀行（現・三十三銀行）に合併。